# Южин, Борис Николаевич
Борис Николаевич Южин (род. 21 февраля 1942, Москва) —  сотрудник ПГУ КГБ, подполковник, сотрудничавший с ФБР.

## Биография
Родился в русской семье. Окончил Краснознамённый институт КГБ СССР, работал в ПГУ. После специальной подготовки в 1975 отправлен на стажировку в Калифорнийский университет в Беркли под видом специалиста по полупроводникам, где на следующий год был завербован ФБР.
После возвращения в СССР был снова направлен в США, уже под видом корреспондента ТАСС, потом в Генеральное консульство СССР в Сан-Франциско. Выдал сотрудничавшего с советской разведкой дипломата А. Трехольта, Г. Бриджеса и ряд других, а также многих своих коллег.
Разоблачён предположительно на основании данных, полученных от Олдрича Эймса и Роберта Ханссена. Был арестован группой захвата подразделения «Альфа» под командованием В. Н. Зайцева и осуждён по статье 64 пункт «а» УК РСФСР за государственную измену к лишению свободы на 15 лет. Заключение отбывал в колонии строго режима Пермь-35.
Освобождён по помилованию 7 февраля 1992 по указу № 101 от 30 января 1992 президента РФ Б. Н. Ельцина. В 1994 вместе с семьёй выехал в США. Проживает в Санта-Розе, получает пенсию и читает лекции, пишет мемуары, сотрудничает с С. Месинай, в частности консультируя при исследовании судеб В. Н. Гамильтона и Р. Г. Валленберга.

### Звания
- подполковник.

### Награды
- несколько юбилейных медалей.